# Rubén Pulido Peñas
Rubén Pulido Peñas (Madrid, 2 settembre 2000) è un calciatore spagnolo, difensore del Leganés.

## Carriera
Cresciuto nel settore giovanile del Real Madrid, nel 2019 è stato aggregato alla seconda squadra, che lo ha ceduto in prestito per l'intera stagione 2019-2020 al Rayo Majadahonda, in Segunda División B. Al termine del prestito è passato a titolo definitivo al Fuenlabrada, club di Segunda División.

## Statistiche

### Presenze e reti nei club
Statistiche aggiornate al 31 gennaio 2022.
| Stagione        | Squadra          | Campionato      | Campionato | Campionato | Coppe nazionali | Coppe nazionali | Coppe nazionali | Coppe continentali | Coppe continentali | Coppe continentali | Altre coppe | Altre coppe | Altre coppe | Totale | Totale |
| Stagione        | Squadra          | Comp            | Pres       | Reti       | Comp            | Pres            | Reti            | Comp               | Pres               | Reti               | Comp        | Pres        | Reti        | Pres   | Reti   |
| --------------- | ---------------- | --------------- | ---------- | ---------- | --------------- | --------------- | --------------- | ------------------ | ------------------ | ------------------ | ----------- | ----------- | ----------- | ------ | ------ |
| 2019-2020       | Rayo Majadahonda | SDB             | 16         | 0          | CR              | 2               | 0               |                    | -                  | -                  |             | -           | -           | 18     | 0      |
| 2020-2021       | Fuenlabrada      | SD              | 30         | 2          | CR              | 3               | 0               |                    | -                  | -                  |             | -           | -           | 33     | 2      |
| 2021-2022       | Fuenlabrada      | SD              | 20         | 0          | CR              | 3               | 0               |                    | -                  | -                  |             | -           | -           | 23     | 0      |
| Totale carriera | Totale carriera  | Totale carriera | 66         | 2          |                 | 8               | 0               |                    | -                  | -                  |             | -           | -           | 74     | 2      |